# Lucidina kotbandia
Lucidina kotbandia is een keversoort uit de familie glimwormen (Lampyridae). De wetenschappelijke naam van de soort is voor het eerst geldig gepubliceerd in 2005 door Park & Kang in Park, Kang, Kim & Shim.